# Institut für Sicherheitspolitik

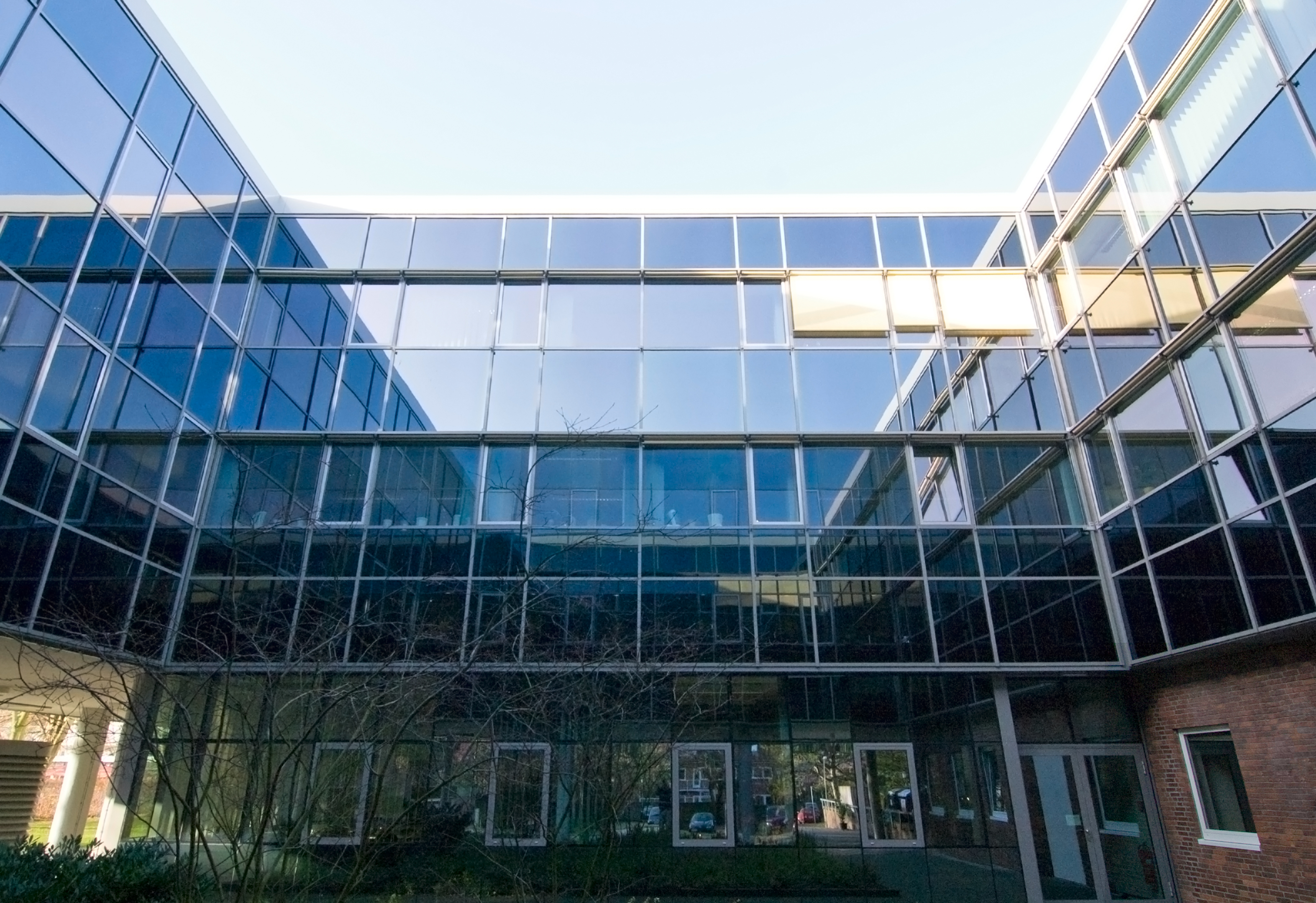
Institut für Sozialwissenschaften der Christian-Albrechts-Universität zu Kiel, bis 2016 auch Sitz des ISPK.

Das Institut für Sicherheitspolitik (ISPK) an der Christian-Albrechts-Universität zu Kiel ist eine Forschungseinrichtung, die sich sicherheitspolitischen Herausforderungen widmet. Seit 1. Juli 2023 wird es von der Hamburger Sinologin Sarah Kirchberger als Wissenschaftlicher Direktorin geleitet. Zuvor war Joachim Krause von 2002 bis 2023 Wissenschaftlicher Direktor des Instituts. Geschäftsführender Direktor ist seit 2011 Stefan Hansen.

## Zielsetzung, Struktur und Geschichte
Das ISPK widmet sich der Analyse sicherheitspolitischer Herausforderungen und hat es sich zur Aufgabe gemacht, mit wissenschaftlich fundierten Studien einen Beitrag zum internationalen sicherheitspolitischen Diskurs zu leisten. Das ISPK konzentriert sich auf die Erforschung und Förderung der strategischen Wissenschaft als Teildisziplin der Politikwissenschaft in Deutschland. Die Schwerpunkte des ISPK sind insbesondere die Terrorismus- und Radikalisierungs-Forschung, die Forschung zur Maritimen Sicherheit und Seestreitkräften in der internationalen Politik, die Krisen- und Konfliktforschung sowie den strategischen Entwicklungen in Asien-Pazifik. Hierzu hat das ISPK vier inhaltlich eigenständig arbeitende Abteilungen, die wissenschaftliche Publikationen erstellen und entsprechende Veranstaltungen durchführen. Das ISPK unterhält zahlreiche Kontakte und Kooperationen zu anderen wissenschaftlichen Institutionen in Deutschland und anderen Ländern.
Das ISPK ist durch Kultusministerbeschluss der Christian-Albrechts-Universität zu Kiel (CAU) angegliedert und arbeitet mit dem dortigen Institut für Sozialwissenschaften/Bereich Politikwissenschaft zusammen, ohne organischer Teil der Universität zu sein. Es bezieht keine Gelder vom Land Schleswig-Holstein. Die strukturelle Förderung des ISPK erfolgt – seit Ende 2015 verstärkt – durch die Kieler Stiftung Wissenschaft und Demokratie (SWuD). Zuvor war der Direktor ISPK gleichzeitig Lehrstuhlinhaber Internationale Politik an der CAU. Das ISPK wurde 1983 von Werner Kaltefleiter gegründet und führte in den Anfangsjahren u. a. internationale sicherheits- und militärpolitische Sommerschulen durch. Nach einer Übergangsphase nach Kaltefleiters Tod übernahm Joachim Krause 2002 und richtete das ISPK mit zunächst sehr begrenzten Mitteln, dafür umso konsequenter auf praxis- und problemorientierte Wissenschaft aus. Die Förderung des wissenschaftlichen Nachwuchs über Doktorandenstipendien ermöglichte ab 2011 die Erweiterung des Talentpools des ISPK, aus dem das Institut bei der Neukonstituierung 2016 dann schöpfen konnte.
Der Eckernförder Politologe Stefan Hansen ist seit 2011 der Geschäftsführer des ISPK und bildet mit Sarah Kirchberger die Doppelspitze des ISPK. Die Abteilung Maritime Strategie & Sicherheit wird von Johannes Peters geleitet, die Abteilung Terrorismus- und Radikalisierungsforschung von Jannis Jost. Sarah Kirchberger führt zudem die Abteilung Strategische Entwicklungen Asien-Pazifik, während der Arbeitsbereich Konfliktanalyse und Internationales Krisenmanagement derzeit vertretungsweise von Hannah Freudenberg geleitet wird.
Das ISPK ist eine gemeinnützige GmbH. Nach jahrzehntelanger Beheimatung auf dem Kieler Universitätscampus (Westring 400) zog das ISPK 2016 zunächst in direkte Nachbarschaft des Landeshauses Schleswig-Holstein (Düsternbrooker Weg 77a). Anschließend erfolgte 2019 ein Umzug in die Holstenbrücke 8–10 und damit eine weitere räumliche Vergrößerung und Verlagerung in unmittelbare Nähe zur Fußgängerzone mitten in Kiel. Im Jahr 2018 zog der Berliner Nebensitz des ISPK von der Friedrichstraße in die gemeinsam mit dem Schwesterinstitut IParl (Institut für Parlamentarismusforschung) genutzten Räume in der Mauerstrasse 83/84. Seit 2024 befindet sich der Hauptsitz des ISPK nunmehr, gemeinsam mit der Stiftung Wissenschaft und Demokratie (SWuD), im stiftungseigenen Gebäude Wall 40 in der Kieler Innenstadt.

## Aktuelle Projekte

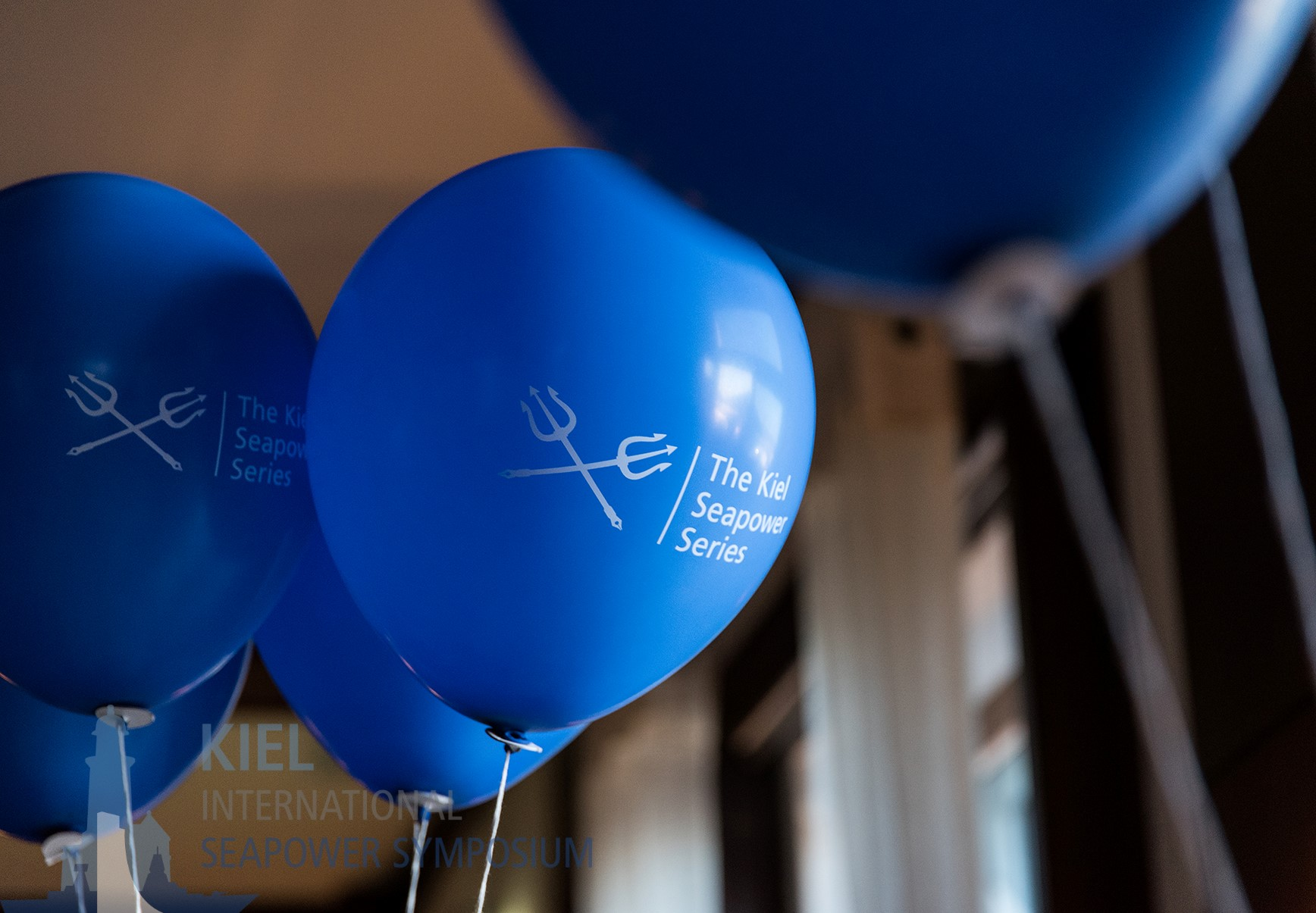
Stillleben am Rande eines Kiel International Seapower Symposiums.

- 2017 hat das Center for Maritime Strategy & Security (CMSS) des ISPK die Aktivitäten im Bereich maritime Sicherheit und Marinestrategie unter der Marke „Seapower Series“ gebündelt. Das CMSS, Kontinentaleuropas einziger Think Tank zu Seestreitkräften und maritimer Sicherheit, verknüpft dazu eine Vielzahl von Projekten und Vorhaben. Das CMSS und die Kiel Seapower Series wurden von Sebastian Bruns begründet, der das CMSS zwischen 2016 und 2021 aufbaute und leitete.[3] Nach einer Gastprofessur an der US-Marineakademie in Annapolis (2021–2022) ist Bruns nunmehr als Leitender Wissenschaftler ans ISPK zurückgekehrt. Das Flaggschiffprojekt des CMSS ist das seit 2015 regelmäßig zur Kieler Woche durchgeführte Kiel International Seapower Symposium (KISS).[4] Das KISS ist Europas führendes Forum für maritime Strategie und Sicherheit. Darüber hinaus zu nennen sind die zusammen mit dem Deutschen Marinebund ins Leben gerufene jährliche wissenschaftliche Nachwuchstagung „Der Dreizack“[5], das mit schwedischen und dänischen Partnern gemeinsam durchgeführte Ostsee-„Baltic Sea Strategy Forum“[6] sowie eine Reihe von Workshops und Vortragsveranstaltungen.[7] Publikationen runden das breite und hochwertige Portfolio ab und reichen dabei von umfangreicher wissenschaftlicher Literatur (z. B. zur maritimen Sicherheit im Mittelmeer oder zur Marinestrategie) bis hin zu Podcasts, Denkanstößen und Journalbeiträgen z. B. im MarineForum.[8]

- Der German Navy Fleet Tracker (GNFT) sowohl Forschenden als auch der interessierten Bevölkerung einen Überblick über die Aktivitäten der Deutschen Marine geben. Verantwortlich hierfür ist der Kieler Politikwissenschaftler Henrik Schilling.[9]
- Das Center for Maritime Strategy & Security (CMSS) hat eine monatliche Kolumne im Magazin „Leinen Los!“ des DMB (Deutscher Marinebund) und veröffentlicht dort seit 2020 regelmäßige Gastbeiträge.[10]
- 2023 ist das ISPK mit dem Zentrum für Militärgeschichte und Sozialwissenschaften der Bundeswehr (ZMBSw) eine Forschungskooperation eingegangen. Das Forschungsvorhaben steht unter dem Titel „NATO Maritime Strategies and Naval Operations since 1985“ und zeichnet die maritimen Aktivitäten des nordatlantischen Bündnisses und seiner Mitgliedsstaaten in den letzten 40 Jahren nach. Internationale Workshops, Grundlagenforschung, aber auch Podcasts und kleinere Artikel gehören zu den geplanten bzw. bereits vorgelegten Produkten dieses zunächst auf zwei Jahre mit Option auf Verlängerung angelegten interdisziplinären Projekts.[11]

- Jahrbuch Terrorismus: Das Jahrbuch zielt darauf ab, Trends und Entwicklungen in den Themenfeldern Terrorismus und asymmetrische Kriegsführung zu dokumentieren und analytisch zu betrachten. Auch Gegenmaßnahmen zu diesen Bedrohungen werden dargestellt und bewertet. Im Rahmen dieses Forschungsprojekts werden Daten über erfolgte Terroranschläge gesammelt, die im quantitativen Teil des Buches in aussagekräftigen Statistiken präsentiert werden. Das Jahrbuch Terrorismus richtet sich als ein Nachschlagewerk und Hilfsmittel gleichermaßen an Wissenschaftler und Praktiker und ist europaweit die einzige Veröffentlichung dieser Art. Die Jahrbücher erscheinen beim Barbara-Budrich-Verlag. Das Projekt „Jahrbuch Terrorismus“ wurde 2017 mit dem staatsbürgerlichen Preis der „Annette Barthelt-Stiftung“ ausgezeichnet.
- Das ISPK führt zahlreiche wissenschaftliche Konferenzen, Symposien und Workshops durch. Neben dem oben genannten „Kiel International Seapower Symposium“ (in den Jahren 2017 und 2018 zusammen mit dem Center for Naval Analyses), zuvor als „Kiel Conference“ (2015 und 2016, zusammen mit dem Centre of Excellence for Operations in Confined and Shallow Waters), dem „Dreizack“ (wechselnde Orte, seit 2017) und dem „Baltic Sea Strategy Forum“ (wechselnde Orte, seit 2017) sind dies „Europe’s Strategic Choices“ (Berlin seit 2014, mit Chatham House, The Royal Institute of International Affairs und der Konrad-Adenauer-Stiftung[12]), „Indo-Pazifik Security“ (Hamburg, 2022 und 2023 in Kooperation mit dem Deutschen Maritime Institut, der Friedrich-Naumann-Stiftung und dem Clausewitz Netzwerk für Strategische Studien) ist das ISPK flankierend u. a. bei der „Kiel Security Conference“ der Konrad-Adenauer-Stiftung 2022 und 2023 dabei.
- Publikationsreihen aus den Bereichen Terrorismus/Radikalisierung, Maritime Strategie & Sicherheit sowie aus dem Arbeitsanteil Konfliktanalyse und Internationales Krisenmanagement des ISPK erscheinen bei NOMOS.

## Abgeschlossene Projekte (Auswahl)
- Dokumentation zur Abrüstung und Sicherheit: Die Reihe „Dokumentation zur Abrüstung und Sicherheit“ existiert seit 1960. Die alle zwei Jahre erscheinende Textsammlung beinhaltet die wichtigsten Dokumente zur internationalen Sicherheit der jeweiligen Periode. Die Dokumentation wird heute in Kooperation zwischen dem ISPK und dem Auswärtigen Amt erstellt. Herausgeber sind seit 1991 Joachim Krause und Christiane Magiera-Krause. Die Dokumentation zur Abrüstung und Sicherheit erscheint im Kulturbuch bzw. im Academia-Verlag.

- Angesichts der weltpolitischen Veränderungen ist die Transformation der deutschen Streitkräfte ein wichtiger Forschungsgegenstand des ISPK. Bereits 2006 ist das Buch „Bundeswehr – die nächsten 50 Jahre“ im Barbara Budrich Verlag erschienen, das eine umfassende Analyse der künftigen Herausforderungen der Bundeswehr vorlegt. Auch die ISPK-Publikationsreihen „Analysen zur Sicherheitspolitik“ sowie „Kieler Schriften zur Politischen Wissenschaft“ befassen sich in mehreren Bänden mit der deutschen Außen- und Sicherheitspolitik sowie der Zukunft der Bundeswehr. 2007 bis 2015 publizierte das ISPK die Buchserie „Analysen zur Sicherheitspolitik / German Strategic Studies“.[13] Die in dieser Serie erschienenen Monographien sind Untersuchungen nationaler und internationaler sicherheitspolitischer Herausforderungen. Die Analysen zur Sicherheitspolitik erscheinen im Peter-Lang-Verlag.
- Am ISPK entstanden u. a. Dissertationen zum Thema US-Marinestrategie (Sebastian Bruns, 2014), Europäische Seestreitkräfte nach 1990 (Jeremy Stöhs, 2019), Nukleare Nichtverbreitung (Jonas Schneider, 2015) und NATO-Seestreitkräfte (Felix Seidler, 2015).

## Hochschulpolitische Debatten
Das der Universität angeschlossene Institut geriet 2013 im Rahmen von Debatten um sogenannte Zivilklauseln in Kritik. Befürworter von derartigen Selbstverpflichtungen sahen in der Studie „Counterinsurgency – Erfahrungen, Strategien und Aussichten unter besonderer Berücksichtigung des ressortübergreifenden Ansatzes“ eine Form der Militärforschung, da diese im Auftrag der Bundesregierung – vertreten durch das Bundesministerium der Verteidigung – durchgeführt wurde.

Die Institutsdirektion entgegnete, das Verlangen nach einer solchen Klausel sei eine Strategie von Angehörigen linker bis linksextremer politischer Gruppierungen zur gesellschaftlichen Isolation der Bundeswehr.

## Publikationen (Auswahl)
- Michael Bartscher: State-Building - Die Rolle von Streitkräften am Beispiel der Bundeswehr in Afghanistan. Nomos, Baden-Baden 2024, ISBN 978-3-7560-1394-4
- Liane Rothenberger/Joachim Krause/Jannis Jost/Kira Frankenthal (Hrsg.): Terrorismusforschung - Interdisziplinäres Handbuch für Wissenschaft und Praxis. (ISPK Studien zur Terrorismusforschung, Bd. 3), Nomos, Baden-Baden 2022.[15]
- Sarah Kirchberger/Svenja Sinjen/Nils Wörmer (Hrsg.): Russia-China Relations. Springer, Cham 2022.
- Julian Pawlak/Johannes Peters (Hrsg.), From the North Atlantic to the South China Sea - Allied Maritime Strategy in the 21st Century. (ISPK Seapower Series, Bd. 4), NOMOS, Baden-Baden 2021.[16]
- Stefan Hansen, Die Außen- und Sicherheitspolitik der Republik Armenien, NOMOS, Baden-Baden 2021.[17]
- Sebastian Bruns/Sarandis Papadopoulos (Hrsg.): Conceptualizing Maritime & Naval Strategy. Festschrift for Captain Peter M. Swartz, United States Navy, ret. (ISPK Seapower Series, Bd. 3), NOMOS, Baden-Baden 2020.[18]
- Jeremy Stöhs/Julian Pawlak, „Strategische Herausforderungen und Handlungsoptionen westlicher Politik im nördlichen Atlantik“, in: Sirius – Zeitschrift für Strategische Analysen, Ausgabe 3(3)/2019, S. 242–254.
- Sebastian Bruns/Julian Pawlak: „Die Ostsee ist nicht Las Vegas – das Mare Balticum im sicherheitspolitischen Kontext“, in MarineForum 06/2019, S. 20–34.
- Jeremy Stöhs: European small(er) navies: Failure and success in doing more with less, in Deborah Sanders, Ian Speller, Robert McCabe (Hrsg.): Europe, Small Navies and Maritime Security. London: Routledge 2019, S. 91–103.
- Sonnenberger, Udo/Bruns, Sebastian: Marinen im 21. Jahrhundert. Konstanten, Spannungsfelder und Trends, in: Jürgen Elvert (Hrsg.), Agenten, Akteure, Abenteurer: Beiträge zur Ausstellung „Europa und das Meer“ am Deutschen Historischen Museum Berlin, Berlin, 2018.
- Sebastian Bruns/Jeremy Stöhs: „Your Allies Have the Littorals – Send the LCSs“, in: U.S. Naval Institute Proceedings Today, April 25, 2018.
- Jeremy Stöhs: The Decline of European Naval Forces: Challenges to Sea Power in an Age of Fiscal Austerity and Political Uncertainty, United States Naval Institute Press, Annapolis 2018.
- Sebastian Bruns: US Naval Strategy and National Security. The Evolution of American Maritime Power. Routledge, London 2018.
- Jeremy Stöhs: „Into the Abyss? European Naval Power in the Post-Cold War Era“, in: Naval War College Review, Ausgabe 71(3)/2018, S. 13–40.
- Jeremy Stöhs/Sebastian Bruns (Hrsg.): Maritime Security in the Eastern Mediterranean. Kiel International Seapower Symposium 2017 (ISPK Seapower Series, Bd. 1), NOMOS, Baden-Baden 2018.
- Sebastian Bruns/Sarah Kirchberger: „The PLA Navy in the Baltic Sea: A View from Kiel“. Center for International Maritime Security, 16. August 2017.
- Julian Pawlak (Hrsg.): ‘Der Dreizack gehört in unsere Faust‘ – Marinestrategie in Vergangenheit, Gegenwart und Zukunft. Konferenzpapiere zu Wissenschaftlichen Netzwerktagung 2017.
- Sebastian Bruns/Joachim Krause (Hrsg.): Routledge Handbook of Naval Strategy and Security. Routledge, London 2016.
- Sebastian Bruns: „The Baltic Sea and Current German Navy Strategy“, Center for International Maritime Security, 20. Juli 2016.
- Sebastian Bruns, „A Call for an EU Auxiliary Navy – under German Leadership“, Center for International Maritime Security, 1. März 2016.
- Felix Seidler: Maritime Herausforderungen der NATO. Strategische Auswirkungen und die Effektivität des Handels (Analysen zur Sicherheitspolitik/German Strategic Studies, Bd. 8), Peter Lang, Frankfurt am Main, Berlin, Bern et al. 2015.
- Sebastian Bruns: "The ‘Cooperative Strategy’ (CS-21/CS-21R): A View from Germany”, Center for International Maritime Security, 27. Mai 2015.
- Moritz Brake (Hrsg.): Maritime Sicherheit - Moderne Piraterie. Hintergründe, Gefahren und mögliche Gegenmaßnahmen (Analysen zur Sicherheitspolitik/German Strategic Studies, Bd. 7), Peter Lang, Frankfurt am Main, Berlin, Bern et al. 2015.
- Sebastian Bruns/Kerstin Petretto/David Petrovic (Hrsg.): Maritime Sicherheit. VS-Verlag Wiesbaden, 2013 (ISBN 978-3-531-18479-1).
- Jahrbuch Terrorismus, zunächst herausgegeben vom Institut für Sicherheitspolitik, (2006: Opladen, 2007; 2007/2008: Opladen, 2008; 2009: Opladen, 2010; 2010: Opladen, 2011; 2011/12: Opladen, 2012), im Anschluss Hansen, Stefan/Krause, Joachim (Hrsg.): Jahrbuch Terrorismus 2013/2014, Opladen/Berlin/Toronto 2014 (ISBN 978-3-8474-0115-5).
- Joachim Krause: Strategische Wissenschaft, IN: Carlo Masala u. a. (Hrsg.): Handbuch der Internationalen Politik, VS Verlag für Sozialwissenschaften, Wiesbaden 2010, S. 182–198.
- Stefan Hansen, Neue deutsche Sicherheitsarchitektur. Ist eine Reform der Kompetenzverteilung zwischen Polizeibehörden, Nachrichtendiensten und den Streitkräften notwendig? (Analysen zur Sicherheitspolitik/German Strategic Studies, Bd. 3), Peter Lang, Frankfurt am Main, Berlin, Bern et al. 2009.